# Велика риба (фільм)
Велика риба (англ. Big Fish) — американський кінофільм Тіма Бертона за романом Деніела Воллеса, який вийшов у 2003 році.

## Фабула
Після смерті батька Вільям Блум (Біллі Крудап) усвідомлює, що він фактично нічого не знав про цю людину. Згадуючи різні епізоди свого дитинства, Блум об'єднує реальні події із життя із уявними подіями своєї фантазії у феєричну історію. Вільям починає уявляти історію життя свого батька в молодості, який в якийсь момент вирішив залишити своє провінційне містечко в Алабамі і зібрався у подорож по всьому світу, збираючи різноманітні знання і враження про нього.
Попри те, що фільм сюжетно і стилістично відрізняється від ранніх стрічок Тіма Бартона, в ньому присутні ключові теми режисера. Перед нами дивакуватий герой, якого звати так само, як і перукаря в «Едвард руки-ножиці», що потрапляє в різні незвичайні і часто комічні ситуації. Жіночий персонаж є квінтесенцією головних героїнь «Сонної балки» і «Ед Вуда». В цілому, сам жанр «казка для дорослих» так чи інакше закріплений у великому кіно за Тімом Бартоном.